# Cuir pleine fleur

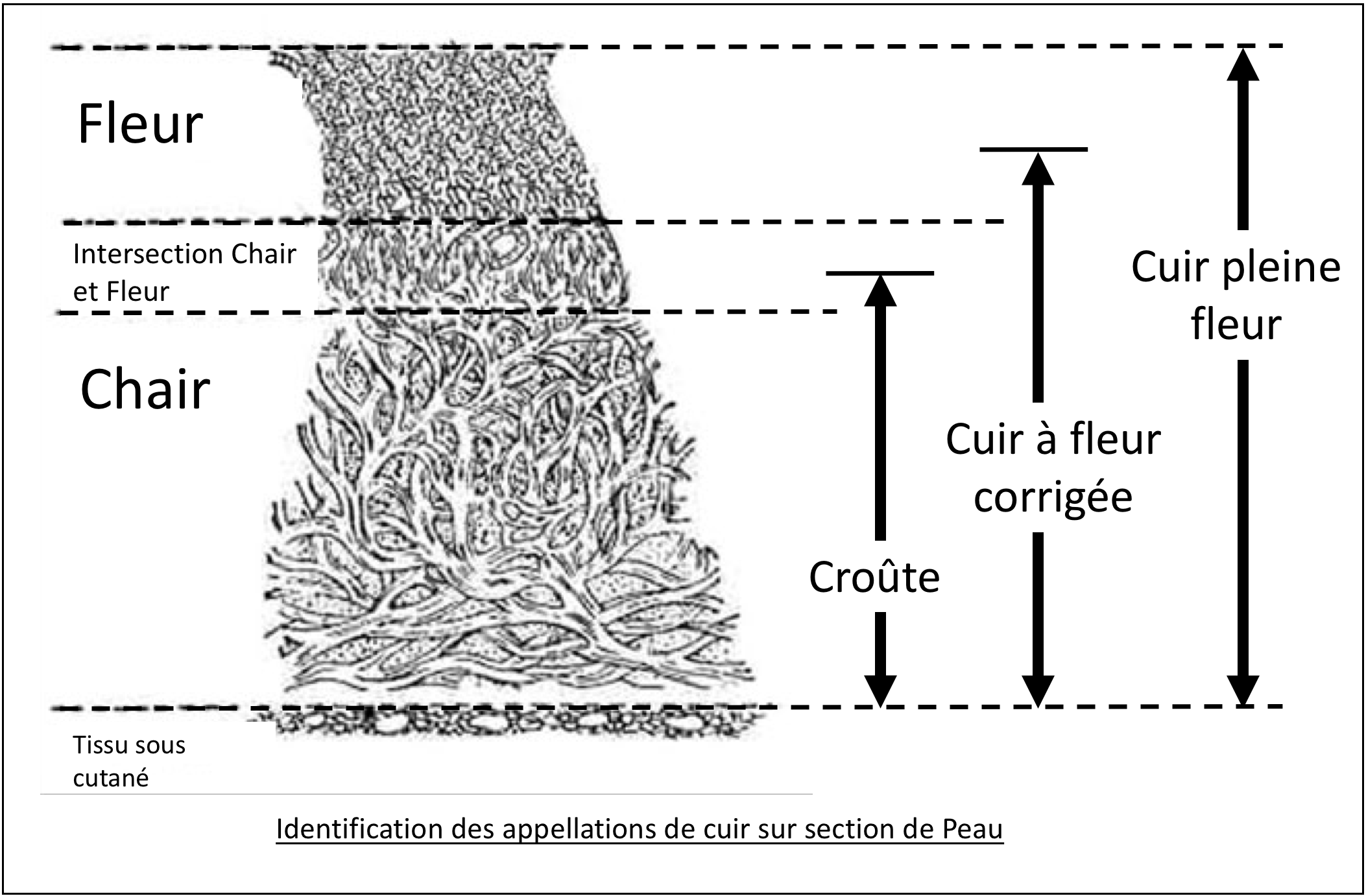
Identification des appellations de cuir sur section de peau

Le cuir pleine fleur est un cuir ayant conservé sa surface supérieure intacte. C'est la zone de la peau ayant la plus grosse densité de fibres. Elles en font une matière résistante et douce. Au fil du temps, le cuir pleine fleur sera moins rugueux et présentera une patine plus homogène que les autres types de cuirs.

## Étymologie
La « fleur » désigne la surface de la peau. C'est donc la structure du derme où sont implantés les poils et qui est aussi la plus dense. 

## Aspect
Le cuir pleine fleur, même de haute qualité, garde les aspérités de la peau comme : des égratignures guéries, des petites cicatrices, des piqûres d'insecte, les rides naturelles sur le cou ou la marque de certaines veines. Après sélection de la peau, le tanneur va composer avec la présence de ces aspérités. En effet, le cuir pleine fleur ne subit pas d'autre altération que le tannage lui-même. La totalité de l'épaisseur du cuir est utilisée et le cuir est exposé côté fleur.  
Les cuirs pleine fleur sont parfois traités avec une finition aniline. Il s'agit d'une finition transparente de faible épaisseur, dans le but de conserver l'aspect naturel du cuir.

## Cuir supérieur et cuir à fleur corrigée
Pour masquer les aspérités de la fleur, le cuir peut être légèrement poncé, c'est le cuir supérieur qui reste un cuir épais. Le cuir à fleur corrigée est soumis à un travail de ponçage plus important pour rendre sa surface uniforme. C'est un cuir un peu moins épais. Cette rectification modifie les propriétés intrinsèques du cuir comme sa durabilité, sa respiration et donc sa tenue dans le temps.[réf. nécessaire] 

## Refente du cuir
La refente du cuir permet de le séparer en deux épaisseurs : la fleur et la croûte de cuir. L'aspect de cette dernière est moins doux que celui du cuir pleine fleur.  La croûte de cuir est donc la partie du cuir située du côté de la chair de l’animal. La croûte peut être vernie afin d'obtenir un visuel plus esthétique (d'apparence similaire au cuir pleine fleur), ou bien être transformé en velours. 

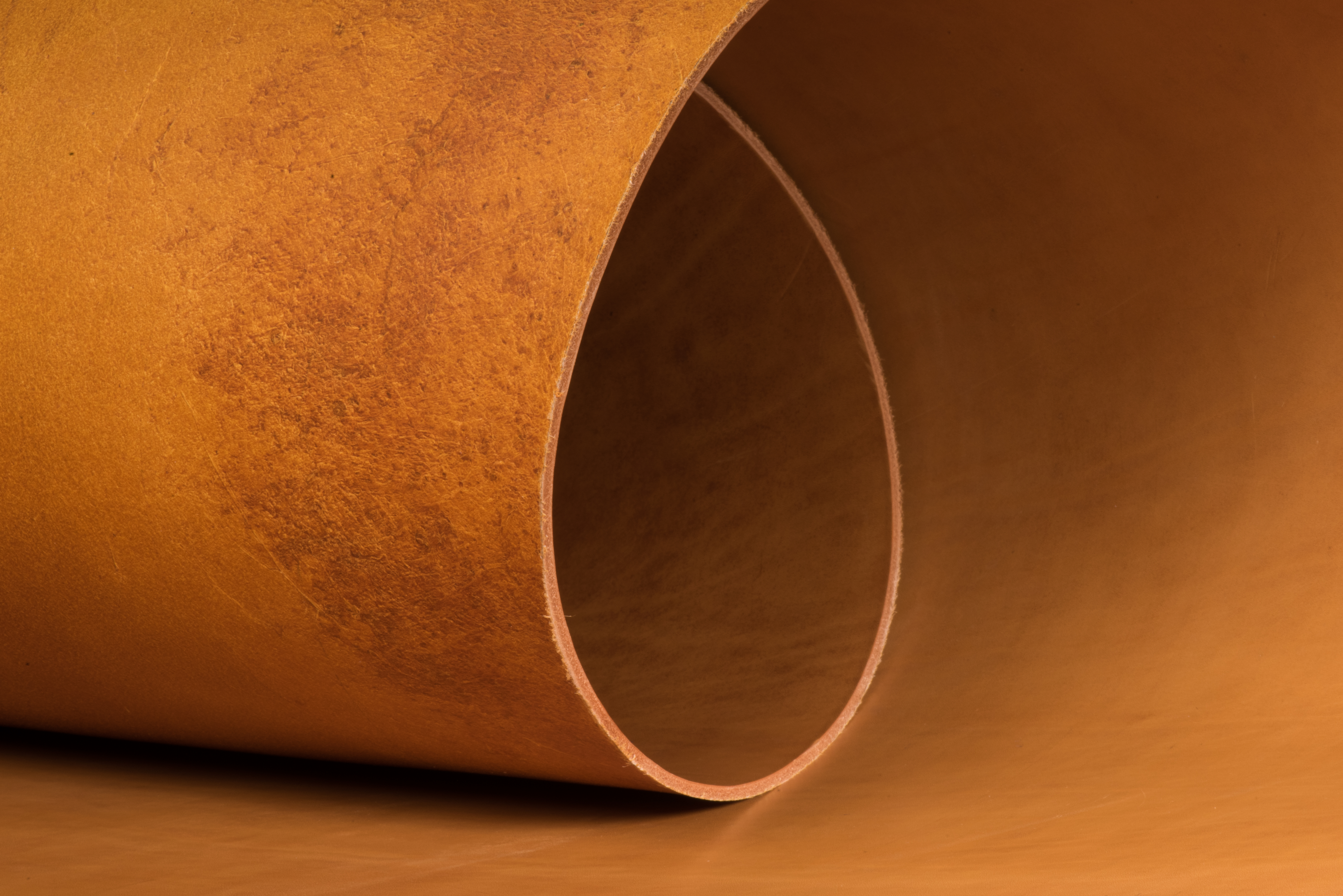
Cuir pleine Fleur d'une tannerie artisanale [https://www.radermecker.com Radermecker